# Yves Cherubin
Yves Cherubin (* 28. Februar 1999 in Saint-Marc) ist ein haitianischer Hürdenläufer, der sich auf die 110-Meter-Distanz spezialisiert hat.

## Sportliche Laufbahn
Erste internationale Erfahrungen sammelte Yves Cherubin, der in Fort Lauderdale aufwuchs und seit 2019 an der University of Louisiana at Lafayette studiert, im Jahr 2021, als er bei den U23-NACAC-Meisterschaften in San José in 14,29 s die Bronzemedaille über 110 m Hürden hinter dem Jamaikaner Orlando Bennett und Rasheem Brown von den Cayman Islands gewann. 2023 erreichte er bei den Weltmeisterschaften in Budapest das Halbfinale und schied dort mit 13,66 s aus.

## Persönliche Bestleistungen
- 110 m Hürden: 13,56 s (−0,6 m/s), 20. August 2023 in Budapest
  - 60 m Hürden: 7,91 s, 21. Februar 2022 in Birmingham